# Хендрикс, Александр
Александр Робби Хендрикс (нидерл. Alexander Robby Hendrickx; род. 6 августа 1993, Вилрейк, Фламандский регион) — бельгийский хоккеист на траве, защитник, выступающий за голландский клуб «Пиноке» и сборную Бельгии. Олимпийский чемпион 2020 года в Токио и лучший бомбардир этого турнира. Чемпион мира и чемпион Европы.

## Биография
Александр Хендрикс родился 6 августа 1993 года.
Закончил Университет Антверпена по направлению «экономика».

## Международная карьера
Хендрикс выступал за Бельгию на юниорском уровне в возрастных категориях до 18 и до 21 года. В 2010 году Хендрикс выступал за сборную Бельгии до 18 лет на Юношеских Олимпийских играх 2010 года в Сингапуре. Команда выиграла бронзовую медаль, победив Гану со счётом 4:1 в матче за третье место. Он дебютировал за сборную Бельгии до 21 года в 2012 году в квалификации на чемпионат мира среди юниоров. Хендрикс также играл на чемпионате мира среди юниоров в Нью-Дели, где команда финишировала шестой.
Хендрикс дебютировал за взрослую сборную Бельгии в 2012 году на Трофее чемпионов. Он остался запасным игроком перед летними Олимпийскими играми 2016 года, где Бельгия выиграла серебряную медаль. В ноябре 2018 года он вошёл в состав сборной на чемпионат мира в Бхубанешваре, где стал чемпионом вместе со сборной. На турнире он стал лучшим бомбардиром вместе с Блейком Говерсом из Австралии, отметившись 7 голами. На чемпионате Европы 2019 он также стал лучшим бомбардиром, разделив этот титул с тремя хоккеистами, отметившимися пятью голами. 25 мая 2021 года он попал в сборную на чемпионат Европы по хоккею 2021 года в Антверпене, где выиграл золото.
Спонсором Александра Хендрикса является Y1 Hockey. В игре он использует LB X и LTD X — эта низкая клюшка хорошо подходит игрокам, владеющим броском с протяжки (англ. drag flicking).
Александр Хендрикс выиграл олимпийское золото в Токио. Он стал лучшим бомбардиром с 14 голами. Он оформил хет-трик в первом матче, в котором Бельгия победила Нидерланды со счётом 4:1, а затем вновь забил три гола в ворота ЮАР. В последней групповой игре против Великобритании он получил тяжёлую травму, получив удар в лицо клюшкой. Он восстанавливался к этапам плей-офф в защитной повязке на голове.

## Клубная карьера
Хендрикс начал играть в хоккей за «Роял Антверпен». После трёх сезонов игры за бельгийский клуб «Драконы» он перебрался в Нидерланды в клуб «Пиноке» из Амстелвена. Он стал лучшим бомбардиром Hoofdklasse 2020-21, отметившись 21 голом.